# 那加琴が丘町
那加琴が丘町（なかことがおかちょう）は、岐阜県各務原市の地名。現行行政町名は那加琴が丘町一丁目から那加琴が丘町三丁目。

## 地理
各務原市の那加地区に属する。町域の東部は那加西市場町、西部は那加土山町、那加桐野町、南部は那加土山町、那加西市場町、北部は那加桐野町に接する。
地名は、琴ケ丘団地に因む。
道路
- 女子大通り

## 歴史
1963年（昭和38年）、那加土山町にある標高66mの山の土山（手力雄神社の社有地）が民間業者に売却。土山を削って住宅団地の開発が計画される。
1968年（昭和43年）、住宅団地が琴ケ丘団地（9.5ha、計画戸数350戸）の名付けられ、開発が完了。1979年（昭和54年）1月20日、琴ケ丘団地の地区が那加琴が丘町として那加土山町から分立。

## 世帯数と人口
2024年（令和6年）10月1日現在の世帯数と人口は以下の通りである。
| 丁目               | 世帯数  | 人口  |
| ------------------ | ------- | ----- |
| 那加琴が丘町一丁目 | 141世帯 | 336人 |
| 那加琴が丘町二丁目 | 86世帯  | 206人 |
| 那加琴が丘町三丁目 | 107世帯 | 248人 |
| 計                 | 334世帯 | 790人 |

## 小・中学校の学区
市立小・中学校に通う場合、学区は以下の通りとなる。
| 番・番地等 | 小学校                   | 中学校               |
| ---------- | ------------------------ | -------------------- |
| 全域       | 各務原市立那加第一小学校 | 各務原市立那加中学校 |

## 交通
- 岐阜バス尾崎団地線
- 各務原市ふれあいバス那加線

## 主な施設
- 琴が丘ふれあい会館